# Hainanecio hainanensis
 Hainanecio hainanensis   (C.C.Chang & Y.C.Tseng) Ying Liu & Q.E.Yang, 2011 è una specie di pianta angiosperma dicotiledone della famiglia delle Asteraceae (sottofamiglia Asteroideae).  Hainanecio hainanensis  è anche l'unica specie del genere  Hainanecio   Ying Liu & Q.E.Yang, 2011.

## Etimologia
Il nome del genere deriva (ma anche l'epiteto specifico) dal nome dell'isola di Hainan (è un endemismo dell'isola).
Il nome scientifico della specie è stato definito dai botanici Chao Chien Chang (1900-1972), Yung Chien Tseng (1930-), Ying Liu (1982-) e Qin Er Yang (1964-) nella pubblicazione " Botanical Studies (Taipei)" ( Bot. Stud. (Taipei) 52(1): 118 ) del 2011. Il nome scientifico del genere è stato definito nella stessa pubblicazione.

## Descrizione
Habitus. Hainanecio hainanensis ha un habitus di tipo erbaceo perenne. Le superfici delle piante possono essere sia glabre che pubescenti per peli semplici.
Radici. Le radici in genere sono secondarie da rizoma; i rizomi sono spessi.
Fusto. La parte aerea è eretta o strisciante o lianosa; semplice o ramosa.
Foglie. Le foglie sono basali, disposte in modo alternato, e lungamente picciolate. La forma della lamina è intera da ovale a obovata. Le venature sono pennate.
Infiorescenza. Le infiorescenze sono formate da un capolino solitario terminale peduncolato di tipo radiato. I capolini sono formati da un involucro, con forme emisferiche, composto da diverse brattee, al cui interno un ricettacolo fa da base ai fiori di due tipi: quelli esterni del raggio e quelli più interni del disco.. Le brattee (circa 13 per involucro) sono disposte in modo embricato di solito su una sola serie e possono essere connate alla base; sono inoltre lanceolate con apice acuminato. Il ricettacolo è nudo (senza pagliette a protezione della base dei fiori); la forma è convessa e a volte è alveolato.
Fiori.  I fiori (fiori del raggio: 13; fiori del disco: molte) sono tetra-ciclici (formati cioè da 4 verticilli: calice – corolla – androceo – gineceo) e pentameri (calice e corolla formati da 5 elementi). Sono inoltre ermafroditi, più precisamente i fiori del raggio (quelli ligulati e zigomorfi) sono femminili; mentre quelli del disco centrale (tubulosi e actinomorfi) sono bisessuali o a volte funzionalmente maschili.
- Formula fiorale:

*/x K {\displaystyle \infty }, [C (5), A (5)], G 2 (infero), achenio
- Calice: i sepali del calice sono ridotti ad una coroncina di squame.
- Corolla: nella parte inferiore i petali della corolla sono saldati insieme e formano un tubo. In particolare le corolle dei fiori del disco centrale (tubulosi) terminano con delle fauci dilatate a raggiera con cinque lobi. I lobi possono avere una forma da deltoide a triangolare-ovata. Nella corolla dei fiori periferici (ligulati) il tubo si trasforma in un prolungamento con forme ellittico-oblunghe terminante due dentelli o con un apice acuminato. Il colore delle corolle è bianco.
- Androceo: gli stami sono 5 con dei filamenti liberi. La parte basale del collare dei filamenti può essere dilatata. Le antere invece sono saldate fra di loro e formano un manicotto che circonda lo stilo. Le antere sono arrotondate alla base. La struttura delle antere è di tipo tetrasporangiato, raramente sono bisporangiate. Il tessuto endoteciale è radiale o polarizzato. Il polline è tricolporato (tipo "helianthoid").[12]
- Gineceo: lo stilo è biforcato con due stigmi nella parte apicale. Gli stigmi sono troncati apicalmente. Le superfici stigmatiche sono separate o parzialmente confluenti, oppure continue.  L'ovario è infero uniloculare formato da 2 carpelli.

Frutti. I frutti sono degli acheni con pappo. La forma degli acheni è obovoide; la superficie è percorsa da diverse coste longitudinali e può essere glabra o talvolta pubescente. Possono essere presenti delle ali o degli ispessimenti marginali. Non sempre il carpoforo è distinguibile. Il colore del frutto può essere nero o bruno. In alcuni casi gli acheni sono dimorfici. Il pappo è assente.

## Biologia
Impollinazione: l'impollinazione avviene tramite insetti (impollinazione entomogama tramite farfalle diurne e notturne).
Riproduzione: la fecondazione avviene fondamentalmente tramite l'impollinazione dei fiori (vedi sopra).
Dispersione: i semi (gli acheni) cadendo a terra sono successivamente dispersi soprattutto da insetti tipo formiche (disseminazione mirmecoria). In questo tipo di piante avviene anche un altro tipo di dispersione: zoocoria. Infatti gli uncini delle brattee dell'involucro (se presenti) si agganciano ai peli degli animali di passaggio disperdendo così anche su lunghe distanze i semi della pianta. Inoltre per merito del pappo il vento può trasportare i semi anche a distanza di alcuni chilometri (disseminazione anemocora).

## Distribuzione e habitat
La specie di questa voce è distribuita nell'isola di Hainan.

## Tassonomia
La famiglia di appartenenza di questa voce (Asteraceae o Compositae, nomen conservandum) probabilmente originaria del Sud America, è la più numerosa del mondo vegetale, comprende oltre 23.000 specie distribuite su 1.535 generi, oppure 22.750 specie e 1.530 generi secondo altre fonti (una delle checklist più aggiornata elenca fino a 1.679 generi). La famiglia attualmente (2021) è divisa in 16 sottofamiglie; la sottofamiglia Asteroideae è una di queste e rappresenta l'evoluzione più recente di tutta la famiglia.

### Filogenesi
Il genere di questa voce appartiene alla sottotribù Senecioninae della tribù Senecioneae (una delle 21 tribù della sottofamiglia Asteroideae). In base ai dati filogenetici la sottotribù, all'interno della tribù, occupa il "core" della tribù e insieme alla sottotribù Othonninae forma un "gruppo fratello".
I seguenti caratteri sono indicativi per la sottotribù:
- il portamento è molto vario (erbe, arbusti, liane, epifite, alberelli o alberi);
- le foglie sono sia basali che cauline disposte in modo alternato;
- sono presenti capolini sia radiati, disciformi o discoidi;
- le antere sono tetrasporangiate, raramente bisporangiate.

La struttura della sottotribù è molto complessa e articolata (è la più numerosa della tribù con oltre 1.200 specie distribuite su un centinaio di generi) e al suo interno sono raccolti molti sottogruppi caratteristici le cui analisi sono ancora da completare. Il genere della specie di questa voce, pur avendo alcuni caratteri tipici della sottotribù Tussilagininae (ispessimenti della parete cellulare endoteciale polare e radiale e un numero cromosomico di base di x = 29), per merito di recenti dati molecolari, è posizionato all'interno della sottotribù Senecioninae e sembra avere una relazione con il genere macaronesiano Pericallis.
I caratteri distintivi per la specie  Hainanecio hainanensis  sono:
- le foglie sono venate in modo pennato con forme da ovate a obovate;
- la forma dell'involucro è emisferico;
- i fiori delle corolle sono bianchi;
- le ligule dei fiori periferici apicalmente terminano con due denti;
- si tratta di un endemismo dell'isola di Hainan.

Il numero cromosomico della specie è: 2n = 58.

### Sinonimi
Sono elencati alcuni sinonimi per questa entità:
- Senecio hainanensis C.C.Chang & Y.C.Tseng, 1974
- Sinosenecio hainanensis  (C.C.Chang & Y.C.Tseng) C.Jeffrey & Y.L.Chen, 1984